# Pancararés
Os Pancararés são um grupo indígena que habita o Norte da Estação Ecológica do Raso da Catarina, nos limites dos municípios brasileiros de Nova Glória e Glória, ambos no estado da Bahia, mais precisamente nas Áreas Indígenas Brejo do Burgo e Pankararé.